# Swiss German University
Die Swiss German University (SGU) ist eine Privatuniversität in Bumi Serpong Damai (BSD City), Indonesien. Die Gründung erfolgte im Jahre 2000 mit Hilfe einer deutschen Bank aus Baden-Württemberg. Mittlerweile studieren ca. 1.000 Studenten, die Absolventen erhalten einen Double-Degree der SGU und der Fachhochschule Südwestfalen.

## Organisation
Die Leitung obliegt einem Rektorat geleitet, dem neben dem Rektor zwei Vizerektoren angehören, und das dem von einem indonesischen Unternehmer und dessen Sohn geleiteten Aufsichtsrat verantwortlich ist. Die Hochschule gliedert sich in drei Fakultäten, die dem Studienprogramm entsprechen.

## Studiengänge
Alle Studiengänge werden nach acht Semestern mit einem Bachelor abgeschlossen. Es wird ausschließlich auf Englisch unterrichtet und jeder Studierende muss als zweite Sprache Deutsch wählen. In alle Studiengänge sind zwei Praxissemester eingefügt. Die erste Praxisphase verbringt der Studierende in einem Unternehmen in Indonesien, während die zweite Phase im Ausland absolviert wird.
- Ingenieurwissenschaften und Informationstechnik
  - Mechatronik
  - Wirtschaftsingenieurwesen
  - Informations- und Kommunikationstechnik
- Wirtschaftswissenschaft und Geisteswissenschaft
  - Internationale Betriebswirtschaftslehre
  - Hospitality Management
  - Rechnungswesen
  - Öffentlichkeitsarbeit
- Biowissenschaften
  - Pharmatechnik
  - Lebensmitteltechnologie
  - Medizintechnik

Es besteht die Möglichkeit an der SGU ein Masterprogramm in folgenden Bereichen zu machen:
- Master of Business Administration
- Master of Information Technology
- Master of Mechatronik

## Internationale Kooperationen
Die SGU wird von akademischen Institutionen aus Deutschland, der Schweiz und Indonesien unterstützt.